# 中幼粒细胞
中幼粒细胞（英語：Myelocyte）是粒細胞系列的初始細胞，通常存在於骨髓中，某些疾病可使之進入血液循環。

## 结构
当用常用染料染色时，细胞质呈明显嗜碱性，即使骨髓细胞是较小的细胞，相对成髓细胞或早幼粒细胞也更强烈。
在更成熟形式的骨髓细胞中存在更多细胞质颗粒,中性粒细胞和嗜酸性粒细胞是过氧化物酶阳性的，而嗜碱性粒细胞则不是。
核染色质比在前髓细胞中观察到的要粗糙，但染色相对较弱，缺乏明确的膜。
细胞核的轮廓相当规则（没有凹陷），被细胞质颗粒填充覆盖。（如果细胞核有凹痕，它很可能是一个间质细胞。）

## 区分
在造血（Haematopoiesis）细胞生成中，术语“骨髓细胞”（myelocyte）是描述不是淋巴细胞的任何血细胞。在癌症分类上“髓细胞”这个术语经常被使用，尤其是白血病。